# Tyrese Haliburton
Tyrese Haliburton (Oshkosh, 29 febbraio 2000) è un cestista statunitense professionista nella NBA con gli Indiana Pacers. È il cugino di Jalen Suggs e dell’ex Lakers Eddie Jones.

## Caratteristiche tecniche
Haliburton eccelle nel campo dei passaggi, dimostrando una grande capacità di regia, ed è abile anche a leggere le azioni in difesa e a tirare oltre l'arco. Prospera nell'attacco in transizione, così come nel pick and roll, contribuendo a generare occasioni per i compagni. Può migliorare, invece, come marcatore. È inoltre abile nei passaggi “no look”.

## High school
Haliburton ha giocato a basket alla Oshkosh North High School in Wisconsin. Come sophomore, è stato inserito nel All-Fox Valley Association Second Team e nell'All-Fox Valley Association Defensive Team. Nella sua stagione da junior, ha segnato di media 18 punti, 6 assist e 5 rimbalzi a partita, guadagnandosi il FVA Player of the Year e l'elogio da parte del WBCA Division I All-State.
Come senior, ha messo a referto in media 22,9 punti, 6,2 assist, 5,1 rimbalzi, 3,5 palle recuperate e 1,7 stoppate a gara. Il 17 febbraio 2018, ha messo a segno un career-high da 42 punti contro la Kaukauna High School. Alla fine di quella stagione vinse il Oshksh Northwestern All-Area Player of the Year, il Wisconsin Gatorade Player of the Year e il FVA co-Player of the Year. È stato inserito nella WBCA Division I All-State Team e il USA Today All-USA Wisconsin First Team.

## College

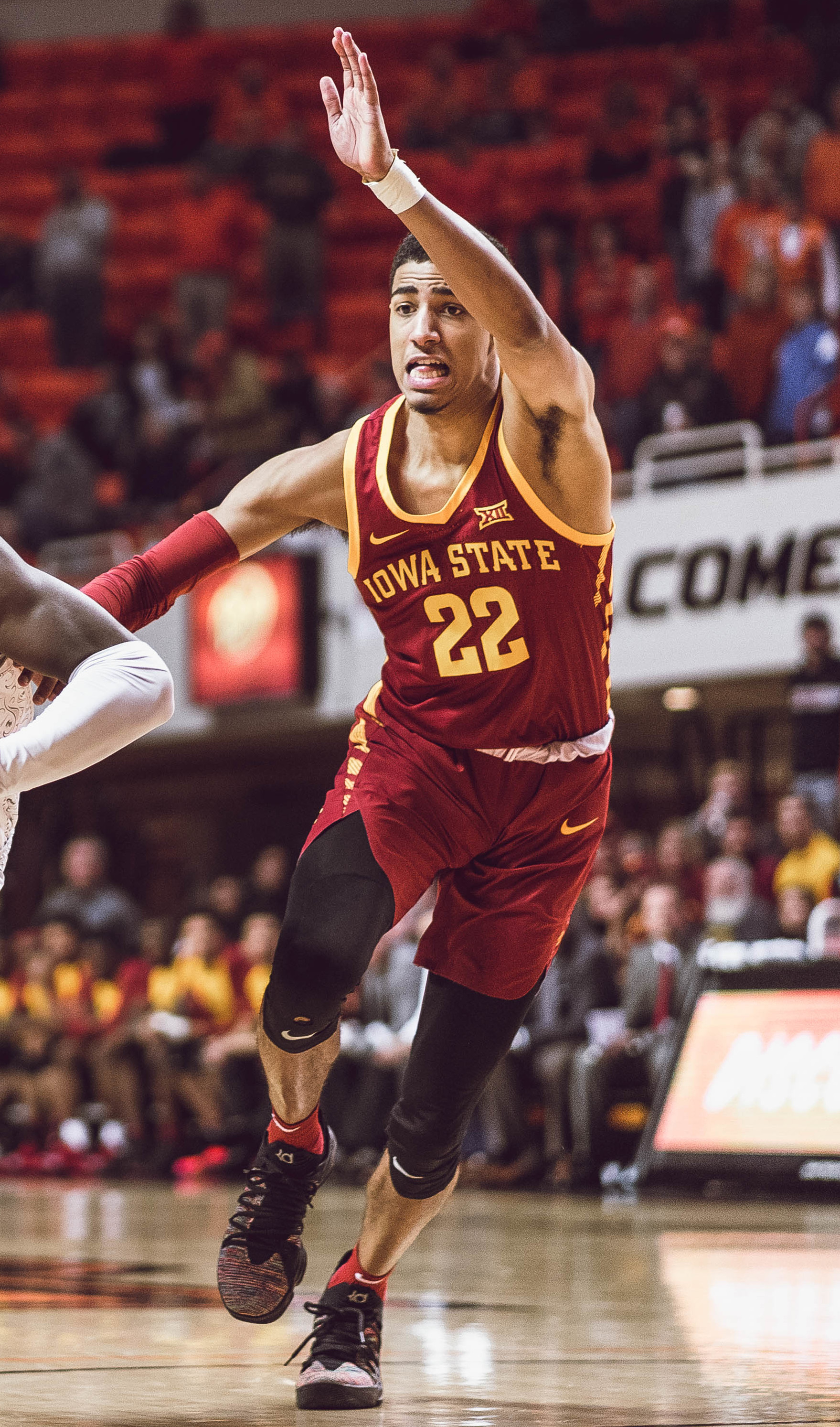
Haliburton con la maglia di Iowa State

Il 6 novembre 2018 ha debuttato nel college basketball per Iowa State, segnando 12 punti, 4 rimbalzi e 4 assist nella vittoria 79-53 contro Alabama State. Il 26 novembre ha messo a referto un season-high da 16 punti contro Omaha University 82-55. Il 9 dicembre, ha segnato 15 punti e ha distribuito 17 assist, grazie ai quali ha superato il precedente record della squadra detenuto da Eric Heft (1974). È stato l'unico freshman della NCAA Division I ad accumulare 50 palle recuperate e 30 stoppate. L'11 novembre 2019, è stato nominato Big 12 Player of the Week dopo aver ottenuto in media 13,5 punti e 13 assist contro Mississippi State e Oregon State. Il 4 gennaio 2020, fa registrare una tripla doppia da 22 punti, 12 rimbalzi e 10 assist (prima tripla doppia per un giocatore di Iowa State dopo Monté Morris nel 2016) nella sconfitta contro TCU. Venne successivamente nominato Big 12 Player of the Week per la seconda volta. Dopo essersi rotto il polso sinistro l'8 febbraio 2020 contro Kansas State, Haliburton è costretto a rimanere fuori tutta la stagione. Al secondo anno nel College ha realizzato in media 15,2 punti, 5,9 rimbalzi, 6,5 assist e 2,5 palle recuperate a partita ed è stato inserito nel Second Team All-Big 12. Dopo la regular season si è reso eleggibile per il Draft NBA 2020.

## NBA

### Sacramento Kings (2020-2022)
Il 18 novembre 2020 viene selezionato al Draft NBA 2020 dai Sacramento Kings con la 12ª scelta assoluta.
Il 27 novembre 2020, i Kings hanno annunciato ufficialmente di aver firmato Haliburton. Il 23 dicembre 2020, fa il suo debutto in NBA , uscendo dalla panchina nella vittoria per 124-122 ai supplementari sui Denver Nuggets con 12 punti, quattro assist, due rimbalzi e una stoppata. Il 14 aprile 2021, Haliburton ha registrato un record di sei palle rubate in una sconfitta per 123-111 contro i Washington Wizards . 
Il 2 maggio 2021, subisce un infortunio al ginocchio sinistro contro i Dallas Mavericks. Sebbene una risonanza magnetica in seguito non abbia rivelato danni ai legamenti, è stato annunciato che avrebbe saltato le ultime sette partite della stagione 2020-21 per i Kings per precauzione. Dopo la stagione, Haliburton è arrivato terzo nella votazione Rookie of the Year ed è stato nominato nella NBA All-Rookie First Team . 
Il 29 gennaio 2022 ha fatto registrare un record di 38 punti insieme a sette assist, tre rimbalzi e due palle rubate nella sconfitta per 103-101 contro i Philadelphia 76ers. Il 5 febbraio, fa registrare un record in carriera di 17 assist, insieme a 13 punti, sei rimbalzi e due palle rubate nella vittoria per 113-103 sull'Oklahoma City Thunder .

### Indiana Pacers (2022-)
L'8 febbraio 2022 viene ceduto agli Indiana Pacers insieme a Buddy Hield e Tristan Thompson in cambio di Domantas Sabonis, Justin Holiday, Jeremy Lamb e una scelta al secondo giro nel 2027. L'11 febbraio, fa il suo debutto con i Pacers perdendo 120-113 contro i Cleveland Cavaliers, registrando 23 punti oltre a sei assist, tre rimbalzi e tre palle rubate. 
Haliburton e Desmond Bane sono stati i vincitori della Clorox Clutch Challenge 2022, un evento per la 75ª stagione dell'NBA All Star Weekend 2022.
È stato selezionato come riserva dell'All-star game 2023 e come partecipante al three point contest.
All'inizio della stagione 2024-2025, da un sondaggio anonimo tra giocatori attivi NBA viene votato come il giocatore più sopravvalutato della lega, e la stessa stagione riesce a portare gli Indiana Pacers nelle Finals dopo 25 anni dalla loro ultima apparizione, mettendo a segno 4 tiri all'ultimo secondo e dando ai Pacers delle vittorie molto importanti per tutti i playoff, tuttavia, durante il Game 7 contro Oklahoma City, dopo 9 punti in 7 minuti, cade per terra a causa della rottura del suo tendine di Achille, che lo costringe ad uscire e non gli permettere di continuare più la sua partita.

## Statistiche
| * | Primo nella lega |

### NCAA
| Anno      | Squadra           | PG | PT | MP   | TC%  | 3P%  | TL%  | RP  | AP  | PRP | SP  | PP   |
| --------- | ----------------- | -- | -- | ---- | ---- | ---- | ---- | --- | --- | --- | --- | ---- |
| 2018-2019 | Iowa St. Cyclones | 35 | 34 | 33,2 | 51,5 | 43,4 | 69,2 | 3,4 | 3,6 | 1,5 | 0,9 | 6,8  |
| 2019-2020 | Iowa St. Cyclones | 22 | 22 | 36,7 | 50,4 | 41,9 | 82,2 | 5,9 | 6,5 | 2,5 | 0,7 | 15,2 |
| Carriera  | Carriera          | 57 | 56 | 34,6 | 50,9 | 42,6 | 77,5 | 4,4 | 4,7 | 1,9 | 0,8 | 10,1 |

#### Massimi in carriera
- Massimo di punti: 25 vs Michigan (27 novembre 2019)[6]
- Massimo di rimbalzi: 12 vs Texas Christian (4 gennaio 2020)
- Massimo di assist: 17 vs Southern (9 dicembre 2018)
- Massimo di palle rubate: 6 vs Mississippi Valley State (5 novembre 2019)
- Massimo di stoppate: 3 (2 volte)
- Massimo di minuti giocati: 45 vs Texas Christian (4 gennaio 2020)

### NBA

#### Regular Season
| Anno      | Squadra          | PG  | PT  | MP   | TC%  | 3P%  | TL%  | RP  | AP    | PRP | SP  | PP   |
| --------- | ---------------- | --- | --- | ---- | ---- | ---- | ---- | --- | ----- | --- | --- | ---- |
| 2020-2021 | Sacramento Kings | 58  | 20  | 30,1 | 47,2 | 40,9 | 85,7 | 3,0 | 5,3   | 1,3 | 0,5 | 13,0 |
| 2021-2022 | Sacramento Kings | 51  | 51  | 34,5 | 45,7 | 41,3 | 83,7 | 3,9 | 7,4   | 1,7 | 0,7 | 14,3 |
| 2021-2022 | Indiana Pacers   | 26  | 26  | 36,1 | 50,2 | 41,6 | 84,9 | 4,3 | 9,6   | 1,8 | 0,6 | 17,5 |
| 2022-2023 | Indiana Pacers   | 56  | 56  | 33,6 | 49,0 | 40,0 | 87,1 | 3,7 | 10,4  | 1,6 | 0,4 | 20,7 |
| 2023-2024 | Indiana Pacers   | 69  | 68  | 32,2 | 47,7 | 36,4 | 85,5 | 3,9 | 10,9* | 1,2 | 0,7 | 20,1 |
| 2024-2025 | Indiana Pacers   | 73  | 73  | 33,6 | 47,3 | 38,8 | 85,1 | 3,5 | 9,2   | 1,4 | 0,7 | 18,6 |
| Carriera  | Carriera         | 333 | 294 | 33,0 | 47,7 | 39,2 | 85,5 | 3,7 | 8,8   | 1,5 | 0,6 | 17,5 |

#### Playoffs
| Anno     | Squadra        | PG | PT | MP   | TC%  | 3P%  | TL%  | RP  | AP  | PRP | SP  | PP   |
| -------- | -------------- | -- | -- | ---- | ---- | ---- | ---- | --- | --- | --- | --- | ---- |
| 2024     | Indiana Pacers | 15 | 15 | 34,8 | 48,8 | 37,9 | 85,0 | 4,8 | 8,2 | 1,3 | 0,7 | 18,7 |
| 2025     | Indiana Pacers | 23 | 23 | 33,6 | 46,3 | 34,0 | 82,8 | 5,3 | 8,6 | 1,3 | 0,7 | 17,3 |
| Carriera | Carriera       | 38 | 38 | 34,1 | 47,4 | 35,8 | 83,3 | 5,1 | 8,4 | 1,3 | 0,7 | 17,9 |

#### Massimi in carriera
- Massimo di punti: 43 (2 volte)
- Massimo di rimbalzi: 12 vs New York Knicks (27 maggio 2025)
- Massimo di assist: 23 vs New York Knicks (31 dicembre 2023)
- Massimo di palle rubate: 6 vs Washington Wizards (14 aprile 2021)
- Massimo di stoppate: 4 vs New York Knicks (22 gennaio 2021)
- Massimo di minuti giocati: 47 vs Los Angeles Lakers (26 novembre 2021)

## Palmarès

### Individuale
- NBA All-Rookie First Team (2021)

- All-NBA Team: 2

Third Team: 2024, 2025
- All-NBA In-Season Tournament Team

First Team: 2023
- NBA All-Star Game: 2

2023, 2024
- Miglior assist-man della stagione NBA: 2024